# Danielle Robinson
Danielle Robinson (nascida em 10 de maio de 1989) é uma jogadora norte-americana de basquete. Joga atualmente no Phoenix Mercury, equipe da WNBA. Ela entrou na liga através do draft de 2011.